# 헬리오케라톱스
헬리오케라톱스(Helioceratops)는 중국 백악기 지층에서 발견된 신각룡류 공룡 속이다. 모식종인 헬리오케라톱스 브라키그나투스(H. brachygnathus)는 중국 동부 지린성의 췐토우 층(Quantou Formation)에서 발견된 두개골 조각들로부터 보고되었다. 몸길이는 약 1.3 미터 정도였으며 창춘사우루스와 같은 서식지에 살았을 것으로 보인다.